# Vlag van Bergeijk

Vlag van de gemeente Bergeijk

De vlag van Bergeijk is op 25 september 1997 vastgesteld als de gemeentelijke vlag van de Noord-Brabantse gemeente Bergeijk (tot 25 september 1998 officieel Bergeyk), na samenvoeging van de voormalige gemeente met Luyksgestel, Riethoven en Westerhoven. De beschrijving van de vlag luidt als volgt:
Aan de hijszijde boven blauw met een witte lelie, onder geel met een rode lelie, in de vlucht vier banen in wit, blauw, geel en rood; op de scheiding van broeking en vlucht een lelie op de scheiding van de blauwe en de gele baan, van het een in het ander gekleurd; de lelies met een hoogte van 1/3 van de vlaghoogte.
De twee even hoge banen aan de kant van de mast symboliseren de gemeente Bergeijk in haar oude omvang. De vier banen aan de uitwaaiende kant moeten het samengaan van de vier, vroeger afzonderlijke gebieden in één vergrote gemeente symboliseren. De drie lelies verwijzen naar het gemeentewapen.

## Voorgaande vlag (1987)

Vlag van Bergeyk (1987-1997)

Op 2 juli 1987 is de volgende vlag bij raadsbesluit vastgesteld:
Aan de hijszijde blauw, aan vier zijden rood en wit omzoomd, en op het veld verticaal gelijk verdeeld drie gele lelies; de vlucht zwart met een gele leeuw met rode nagels en tong.
Dit zijn de symbolen uit het Bourgondische en het Brabantse wapen die ook in het gemeentewapen voorkomen.

## Verwante symbolen
De huidige en voorgaande vlaggen van Bergeijk zijn samengesteld uit elementen van onderstaande wapens:

Het wapen van Bergeijk
Het wapen van de hertogen van Brabant uit het Huis van Bourgondië